# Città amara - Fat City
Città amara - Fat City (Fat City) è un film del 1972 diretto da John Huston, tratto dal romanzo Fat City di Leonard Gardner, adattato per il cinema dallo stesso autore.

## Trama
A Stockton, piccola città della California, la popolazione, che vive in condizioni miserabili è composta nella gran parte di neri e messicani. Nella palestra di pugilato si incontrano due giovani: uno, Billy Tully, ventinovenne, è già un "sorpassato" che rimugina i ricordi delle sue vittorie passate e di una sconfitta che non ha mai accettato; l'altro, Ernie Munger, molto più giovane, crede di avere davanti a sé una sicura carriera, illusione che due o tre combattimenti disastrosi basteranno a dissolvere.
Infatti dopo qualche tempo ambedue si trovano uniti dalla stessa sorte: proletari del ring e larve di un mestiere crudele che dà poco guadagno. E malgrado i loro sentimenti di orgoglio e di speranza, ne sono entrambi perfettamente coscienti.
Mentre Ernie si trova quasi obbligato a sposare un'amica, Billy coabita con un'alcolizzata, compagna di un afro-americano, che, una volta uscito di prigione, fa valere i suoi diritti.

## Colonna sonora
La sequenza dei titoli di testa è accompagnata dalla canzone Help Me Make It Through the Night, composta e cantata da Kris Kristofferson.

## Critica
Il dizionario Mereghetti cita così: «Dramma iperrealista venato da uno struggente lirismo... ritratto disperato della condizione umana. ... Straordinaria anche la fotografia di Conrad Hall.» 

## Riconoscimenti
- 1973 - Premio Oscar
  - Candidatura Miglior attrice non protagonista a Susan Tyrrell
- 1973 - Kansas City Film Critics Circle Awards 
  - miglior attore a Stacy Keach
- 1973 - Seminci
  - Premio Ciudad de Valladolid